# هیولای درون
هیولای درون فیلمی به کارگردانی و نویسندگی خسرو سینایی محصول سال ۱۳۶۲ است.

## خلاصه داستان
مرد غریبه‌ای (داوود رشیدی) با نام مستعار دکتر، وارد روستایی می‌شود و در خانه‌ای ییلاقی (واقع در مراء شهرستان دماوند) سکنی می‌گزیند. سوء ظن اهالی روستا برانگیخته می‌شود. دکتر که در پی فرصت است تا از کشور خارج شود، در خانه روستایی، گذشته و افکار پریشان خود را مرور می‌کند. سال‌ها پیش در ارتباط با یک حزب سیاسی بر ضد نظام سلطنتی فعالیت می‌کرده‌ است، بعد دستگیر شده و زیر شکنجه ندامت نامه نوشته و به خدمت سازمان امنیت درآمده است. برای ترفیع مقام دستور اعدام بسیاری از مخالفان را صادر کرده و همسرش(شهلا میربختیار) را به مقام‌های بالادست خود واگذار کرده‌ است. همسر مرد که خودکشی کرده، دائم چون روح ظاهر می‌شود و او را می‌آزارد. اهالی روستا که او را زیر نظر دارند عقیده دارند که شیطان در جسم مرد حلول کرده و برای نجاتش بایستی او را نزد زنی کولی ببرند. مرد امتناع می‌کند و بیش از پیش در انزوا فرومی‌رود تا به سرحد جنون و مرگ کشیده می‌شود.

## بازیگران
- داوود رشیدی
- شهلا میربختیار
- اسماعیل محمدی
- احمد کاشانی
- مهری مهرنیا
- جاماسب فره‌وشی
- محمد ابهری
- فرشید فرشود
- فریده مالکی
- عباس مختاری
- بهرام یازرلو
- حسن عرب
- مریم اعیان منش
- علی خان باصری
- جلال الدین معیریان
- مهدی صادقی
- یاسمین سینایی
- سمیرا سینایی
- مهدی احمدی